# مهدی حسینی
سید مهدی حسینی بمی (زادهٔ ۱۹ تیر ۱۳۵۸ خورشیدی) آهنگساز موسیقی کلاسیک معاصر ایرانی است. وی به‌عنوان یکی از آهنگسازان سرشناس موسیقی کلاسیک، آثار زیادی را با تأثیر از موسیقی نواحی ایران ساخته است. او بنیان گذارمرکز موسیقی معاصر reMusik.org در روسیه و مدیرهنری جشنواره بین المللی موسیقی نو سن پترزبورگ است.  

## زندگی‌نامه
مهدی حسینی در سال ۱۳۵۸ خورشیدی در تهران به دنیا آمد. در ایران نزد فرهاد فخرالدینی به فراگیری تئوری موسیقی ایرانی و اصول آهنگسازی پرداخت و در ادامه، تحصیلات خود را در رشته آهنگسازی کنسرواتوار دولتی سنت پترزبورگ به نام ریمسکی کورساکف نزد الکساندر مناتساکانیان (از شاگردان دمیتری شوستاکویچ) به پایان رسانید. وی پس از فارغ‌التحصیلی، در اتریش نزد ناجیل آزبُرن (آهنگساز و استاد دانشگاه اِدینبورگ اسکاتلند) به فراگیری آهنگسازی پرداخت و در سال ۱۳۸۷ برای اتمام دورهٔ دکترا، مجدداً به کنسرواتوار سن پترزبورگ بازگشت و در ادامه در دو رشته موزیکولوژی و آهنگسازی مشغول به تحصیل شد. در این دوره او آهنگسازی را نزد سرگئی اسلانیمسکی دنبال کرد و مدرک دکترای آهنگسازی را از کنسرواتوار سنت پترزبورگ به سال ۱۳۸۹ اخذ کرد. از استادان دیگر او در دوران تحصیل می توان از تاتیانا برشادسکایا (موزیکولوژی)، ولادیمیر تسیتوویچ (ارکستراسیون و سازشناسی)، آناتولی میلکا (پولیفونی)، ایگور راگالف (آنالیز) و گنادی بلف (هارمونی و آهنگسازی) نام برد.
آثار مهدی حسینی توسط ارکسترها و تکنوازان مطرحی در فستیوال‌های مختلفی در خارج از ایران به اجرا درآمده است. آلبوم موسیقی «مونودیزم» با آهنگسازی مهدی حسینی، از سوی مؤسسه فرهنگی «ارغنون» منتشر شده‌است. «مونودیزم» اثری در زمینه موسیقی کلاسیک و بر اساس موسیقی نواحی ایران است که با همراهی ارکستر فیلارمونیک و ارکستر سمفونیک سن پترزبورگ فراهم آمده‌است. آلبوم مونودیزم این آهنگساز در جشن خانه موسیقی سال ۹۲ و در شاخه موسیقی کلاسیک به عنوان آلبوم برگزیده سال انتخاب شد.
از دیگر فعالیت‌های مهدی حسینی، تأسیس اولین مرکز موسیقی معاصر سن پترزبورگ روسیه (Saint Petersburg Contemporary Music Center reMusik.org) در سال ۲۰۱۰ میلادی است. این مرکز برای گسترش و حمایت از موسیقی آهنگسازان معاصر فعال است. همچنین حسینی در سال ۲۰۱۳ میلادی فستیوال بین‌المللی موسیقی نو سن پترزبورگ (St. Petersburg International New Music Festival) را بنیاد نهاد.
آثار مهدی حسینی توسط ارکسترها و آنسامبل های مطرحی در فستیوال‌های مختلفی در خارج از ایران به اجرا درآمده است که از آن جمله می‌توان به اجرای آثار وی توسط ارکستر فیلارمونی سن پترزبورگ (روسیه)، آنسامبل انترکنتامپرن (فرانسه)، آنسامبل پروتن برن (سوئیس)، ارکستر سمفونیک ژجیانگ (چین)، آنسامبل موسیقی معاصر مسکو (روسیه)، آنسامبل موسیقی پلورال (اسپانیا)، آنسامبل یونایتد برلین (آلمان)، گروه mmm... (ژاپن)، لمانیک مدرن آنسامبل (سوئیس)، فیلارمونی مسکو و مارینسکی تآتر اشاره کرد. 
آثار اين آهنگساز توسط انتشارات کامپازیتار (روسیه) و دونموس (هلند) چاپ و منتشر می شود.  

## سبک موسیقایی

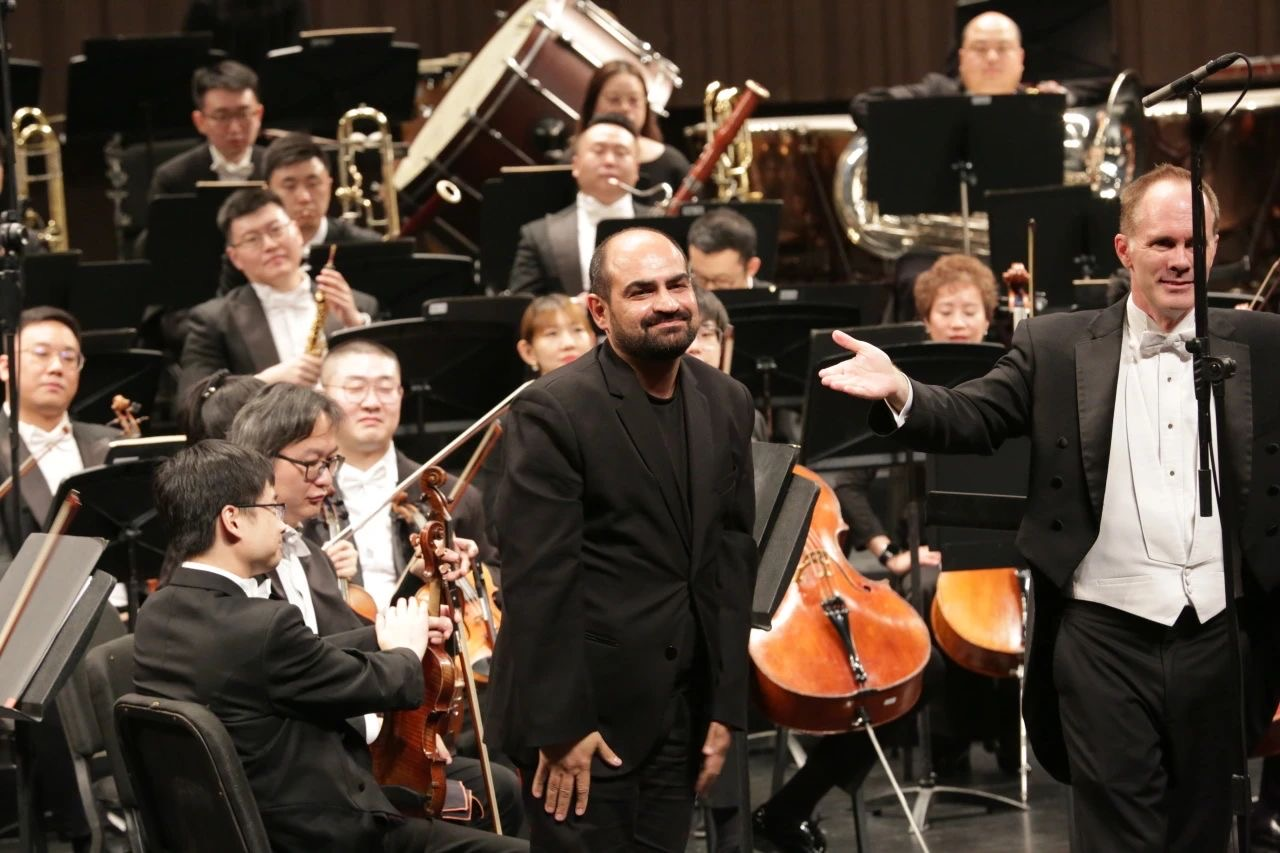
مهدی حسینی به همراه ارکستر سمفونیک ژجیانگ در چهارمین جشنواره موسیقی معاصر هانگٓژو

حسینی به عنوان آهنگساز و موزیکولوگ در هردو رشته کماکان فعال بوده‌است و تحقیقات وی روی موسیقی بومی ایران، به‌طور چشمگیری تأثیرپذیر بر روی آثار آهنگسازی وی داشته‌است. به عنوان مثال تحقیق بر روی موسیقی شمال خراسان (قوچان) و استفاده از مقام شاخَتائی – زارنجی، قطعهٔ گوزل و مقام گریلی در «کوارتت زهی نمرهٔ یک». استفاده از قطعهٔ خسرو و شیرین (سنگین سماع) موسیقی لرستان در «سمفونی نمرهٔ یک»، استفاده از موسیقی بختیاری در «کوارتت زهی نمرهٔ دو»، «سونات ترکمن» برای ویولن و پیانو بر اساس موسیقی ترکمن صحرا (قطعات: باغلارهی، دون گرک و تشنید)، «کنسرتو برای کوارتت زهی و ارکستر» که بر اساس موسیقی تربت جام (قطعهٔ مشق پلتان) ساخته شده‌است یا «قطعه بلوچ» که اثری برای آنسامبل می‌باشد بر اساس موسیقی سیستان و بلوچستان (قطعات: ذوالجلال-گواتی، لیکو دلکانی، کلمپور و مست قلندر) ساخته شده‌است.
گرایش شناخته‌شدهٔ او به سنت‌های موسیقایی جغرافیای ایران (در قالب طیفی گسترده از وام‌گیری تا منبع الهام اولیه) حتی در کارهای متاخر او نظیر ساروخانی ۳ کاملاً روشن است هرچند او در جریان یک تحول تقریباً یک دهه‌ای تخیل بسیار پیچیده‌تری برای تجزیهٔ آنچه از موسیقی نواحی برگزیده و دوباره خلاقانه تنیدنش در اندام یک قطعهٔ آهنگسازی‌شده (و نه تنظیم‌شده) یافته‌است.

## گزیدهٔ آثار
- «ورشان» سوئیت برای ارکستر زهی

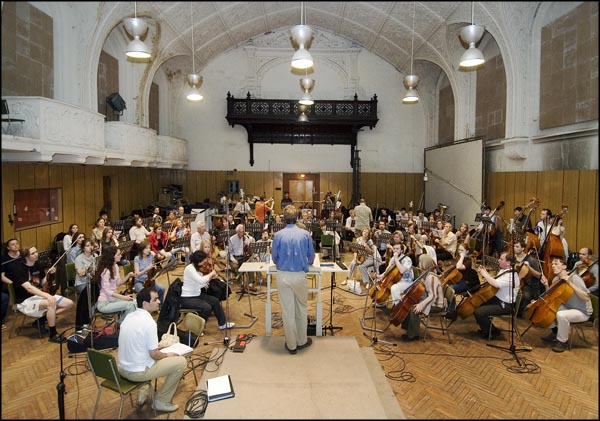
حضور مهدی حسینی در تمرین ارکستر برای اجرای «سمفونی مونودی»

- «سنگین سماع» برای سولو کلارینت، بر اساس موسیقی لرستان
- «کوارتت زهی نمرهٔ یک»، بر اساس موسیقی شمال خراسان
- «سونات ترکمن» برای ویولن و پیانو، بر اساس موسیقی ترکمن صحرا
- «سمفونی مونودی» برای ارکستر سمفونی، بر اساس موسیقی لرستان
- «کوارتت زهی نمرهٔ دو»، بر اساس موسیقی بختیاری
- «کنسرتو برای کوارتت زهی و ارکستر» بر اساس موسیقی تربت جام
- «قطعه بلوچ» برای فلوت آلتو، کنترا فاگوت، هورن، زیلوفون، ویولن و ویلنسل، بر اساس موسیقی سیستان و بلوچستان
- «قطعهٔ حافظ» برای آواز و ارکستر، بر اساس شعر حافظ
- «پشت پا» برای ابوا، باس کلارینت و ویلنسل، بر اساس موسیقی کردی
- «تالشی هوا» برای ویولن و فاگوت، بر اساس موسیقی تالشی
- «چهارگاه» برای پیانو
- «چرک‌نویس ناتمام» برای فلوت، کلارینت، پیانو، ویولن، ویلنسل و باریتون
- «سکوت» برای فلوت، کلارینت، پیانو، ویولن، ویلنسل و ناقوس قاب دار (۱۳۸۹)
- «مونودیزم» برای فلوت، کلارینت، پیانو، ویولن و ویلنسل (۱۳۹۰)
- «حصار» برای ارکستر سمفونی (۱۳۹۱)
- «آب کناری» برای فلوت، کلارینت، ویولن و ویلنسل، بر اساس موسیقی گیلان (۱۳۹۲)
- «چکوک» برای فلوت و ویولن (۱۳۹۳)
- «ساربانگ» برای آنسامبل مجلسی (۱۳۹۳)
- «مرثیه‌های خاک» برای ارکستر سمفونی و الکترونیک (۱۳۹۳)
- «اینرسی» برای کلارینت/باس کلارینت، پیانو، ویولن و ویلنسل (۱۳۹۳)
- «ساروخانی» برای آنسامبل مجلسی (۱۳۹۵)
- «تیسفون» برای ویلنسل (۱۴۰۳)